# ハイール湖
ハイール湖（ハイールこ、Lake KhaiyrまたはKhainyr）は、シベリア東部のサハ共和国にある火山湖。面積約29ヘクタールで魚はほとんど生息していない。公式な深さは不明。「ハイール」とはこの地方に影響のあったモンゴルによる呼び方（現代モンゴル語で「愛」を意味する）である。怪物の目撃談で話題になった。

## 怪物論争
ソ連時代の1964年にモスクワ大学の科学者グループが鉱物資源の探査のため訪れた際に、未知の古代生物と遭遇したと主張して以来、湖は論争の的になってきた。新聞「コムソモリスカヤ・プラウダ」（Komsomolskaya Pravda）にG.ルコスエフ（G. RokosuevまたはRukosuyev）が寄稿した記事には、「怪物」は調査チームの副リーダーであるN.グラッドキーク（N. Gladkikh）が目撃したと記されている。
グラッドキークは水面を描くために湖に向かい、その生物が足を動かしながら岸に
上がって草を食べるところを見た。てかてかした長い首の先に小さな頭があり、
巨大な体は真っ黒な皮膚で覆われ、背中に沿って立ち上がったひれがついていた。
グラッドキークの話は、調査チームの他のメンバーから最初は疑いを持って見られたが、
その生物は調査団のリーダーや数人の他のメンバーの前に再び出現した。
ルコスエフは記している。
突然、頭が湖の中に現れ、そのあと背びれが見えた。その生物はその長い尾で
水を叩き、湖面に波が生じた。われわれが目撃したこの話は信じられるもので
ある。
調査チームの描写に基づけば、怪物は6500万年前に滅んだと考えられている太古の爬虫類であるプレシオサウルスに非常によく似ている。一方、一部の研究者は、水中よりも陸上で餌を取るカバ以上に水中生活に適応した草食性哺乳類にあてはまると考えている。北方に孤立した湖の環境により、特異な進化を遂げることができたという。

## 懐疑的意見
ハイール湖が活火山の上に位置していることから、懐疑的な論者は多くの「怪物」はおそらく水面下の振動が送り出した、沸騰した湖面に生じる奔流が原因であろうと指摘している。近い距離からの目撃情報については説明がなされていない。僻地にあるため、湖を訪れた者は少なく、それ以前には1940年に「2匹の大きな黒い動物」を目撃した、北極圏飛行でソ連邦英雄となったイヴァン・チェルヴィチニー（Ivan Cherevichny）と、800 - 1000mの高度から2匹の大きな動物を見たという北極航路の操舵手だったワレンチン・イワノヴィッチ・アクラトフ（Valentin Ivanovych Akkuratov）くらいしかない。二人は好奇心から50mにまで降下して動物を観察したが、飛行機の騒音が動物を驚かせたため、水中にもぐってしまった。
2008年にイギリスの古生物学者で科学ライターであるダレン・ナイシュは以下の点を指摘した。
- グラッドキークの名はシベリアの湖沼学・地形学・生物学の文献にはまったく出てこない。
- ハイール湖は厚さ50 - 60mの永久凍土層の上にあり、深さは7mしかなく、巨大な生物が中で見つかることは期待できそうにない。
- ルコスエフはその動物を生き延びたイクチオサウルスだと推定しており、これはプレシオサウルスや水棲哺乳類だとする主張とは大きく食い違う。

その上でナイシュは、未確認動物学に関する著作で知られるカール・シューカーがイギリスの雑誌『フォーティアン・タイムズ』（Fortean Times）に発表した文章で次のように記したことを紹介した。
- 2007年に「コムソモリスカヤ・プラウダ」に掲載された記事によると、グラッドキークは科学者ですらなく、調査の補助に雇われた出稼ぎ労働者に過ぎなかった。さらに、グラッドキークは怪物にまつわる話のすべてが創作であることを認めた（「自分と友人を楽しませるため、もしくは仕事をさぼる口実として」だとコムソモリスカヤ・プラウダには記されていた）。また、「湖には魚は住まず、鳥も飛来せず、地元民が昔から怪物を目撃していた」と主張されていたことはすべて誤りだった。

ナイシュは、「個人的にはこの怪物の信憑性はほぼ完全に失われたように思う」と述べている。